# François Trinh-Duc

a Compétitions nationales et continentales officielles uniquement.

b Matchs officiels uniquement.
Dernière mise à jour le 19 juin 2022.
François Trinh-Duc (prononcé [t̪ʁɛ̃.d̪yk] en français), né le 11 novembre 1986 à Montpellier (Hérault), est un joueur de rugby à XV international français, évoluant au poste de demi d'ouverture, ou également en tant que centre.
En club, il joue successivement dans sa carrière au Montpellier HR, où il a été formé, puis au RC Toulon, au Racing 92 et à l'Union Bordeaux Bègles où il finit sa carrière.
Il remporte un Grand chelem lors du Tournoi des Six Nations 2010 et participe à la finale de la Coupe du monde 2011.

## Repères biographiques
François Trinh-Duc naît en 1986 à Montpellier. Il doit ses origines vietnamiennes à son grand-père paternel qui a émigré en France en 1944 à la suite de l'invasion japonaise de l'Indochine pour s’installer à Agen dans les années 1950. Son grand-père paternel épouse une Française d'origine italienne.
Il découvre le rugby à XV à 4 ans à l'école de rugby du Pic Saint-Loup, près de Montpellier, aux côtés de Fulgence Ouedraogo. Il rejoint le Montpellier Hérault Rugby en cadets pour évoluer dans les catégories Crabos, Reichel et Espoirs. Il fait partie de la promotion Jean-Pierre Rives (2004-2005) au Pôle France du Centre national du rugby de Linas-Marcoussis aux côtés de, entre autres, Thierry Brana, Guilhem Guirado, Maxime Médard, Maxime Mermoz et Marc Giraud.
Il poursuit ses études après un baccalauréat S, préparant une licence en management du sport à l'université Montpellier-I.
Pendant la trêve estivale 2010, il fait une tournée en Asie,, (Cambodge, Laos, Hong-Kong) pour participer à des actions humanitaires avec l'association « Pour un sourire d'enfant » dont il est parrain, ainsi que pour établir des passerelles entre le rugby français et asiatique.

## Carrière sportive

### Débuts à Montpellier
Il dispute son premier match au plus haut niveau en club avec le Montpellier HR le 21 mai 2005 contre Biarritz.
Son premier match avec l'équipe de France des moins de 19 ans a lieu face à l'Écosse en 2006.
Il connaît 3 sélections en équipe de France des moins de 19 ans au championnat du monde 2005 en Afrique du Sud, une sélection en équipe de France des moins de 21 ans en 2006 (pays de Galles).

### Confirmation et sélections en équipe de France
Il honore sa première cape internationale en équipe de France le 3 février 2008 contre l'équipe d'Écosse, à la suite de la prise de fonction du trio d'entraîneurs composé de Marc Lièvremont, Émile Ntamack et Didier Retière.

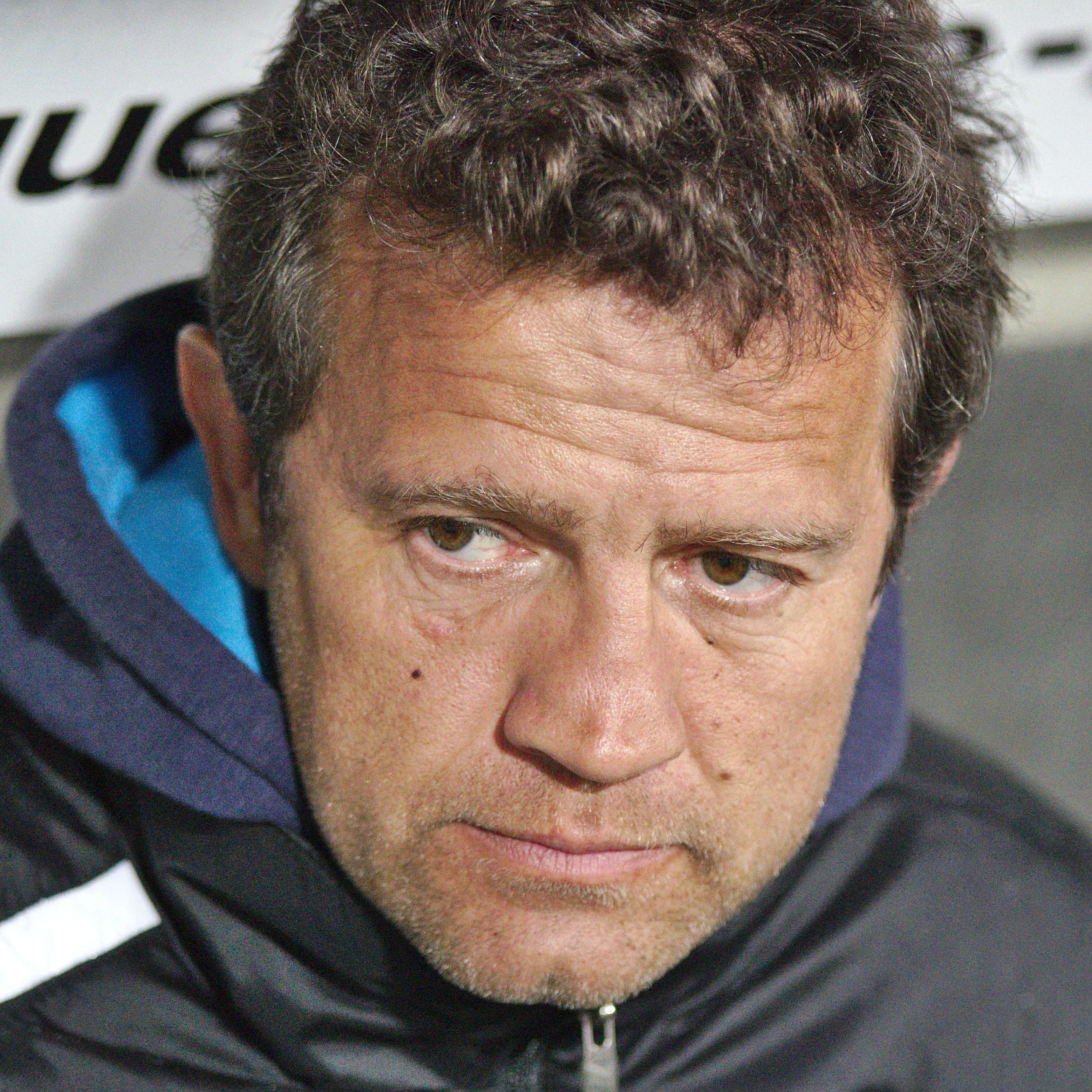
Fabien Galthié, entraîneur de Montpellier de 2010 à 2014, retrouve François Trinh-Duc au RC Toulon en 2017.

Le jeudi 14 janvier 2010, François Trinh-Duc reçoit son trophée Talent d’or au golf de Massane à Baillargues pour ses performances lors du match France - Samoa (43-5) du 21 novembre 2009 au Stade de France. Très en jambe durant toute la partie, auteur d'une magnifique passe au pied envoyant Yannick Jauzion à l'essai, il inscrit également le premier doublé de sa jeune carrière en bleu.
Le joueur de Montpellier est à nouveau sélectionné pour participer au Tournoi des Six Nations 2010. La France s'impose lors des deux premiers matchs. Le 26 février 2010, après un premier essai en contre d'Alexis Palisson, François Trinh-Duc marque un deuxième essai pour les Bleus en fin de première mi-temps sur une nouvelle interception. En mars 2010, le demi d'ouverture de Montpellier retrouve l'équipe d'Angleterre pour le dernier match du Tournoi au Stade de France. La France l'emporte 12-10 et réussit le Grand chelem.
Il reçoit un deuxième Talent d'or pour sa très belle prestation lors du match contre l'Irlande de ce tournoi. Le sélectionneur du XV de France, Marc Lièvremont, a d'ailleurs déclaré que « contre l'Irlande, François a vraiment pris les clés du camion. Il s'est comporté en big boss. C'était une question de survie contre le pack irlandais ».

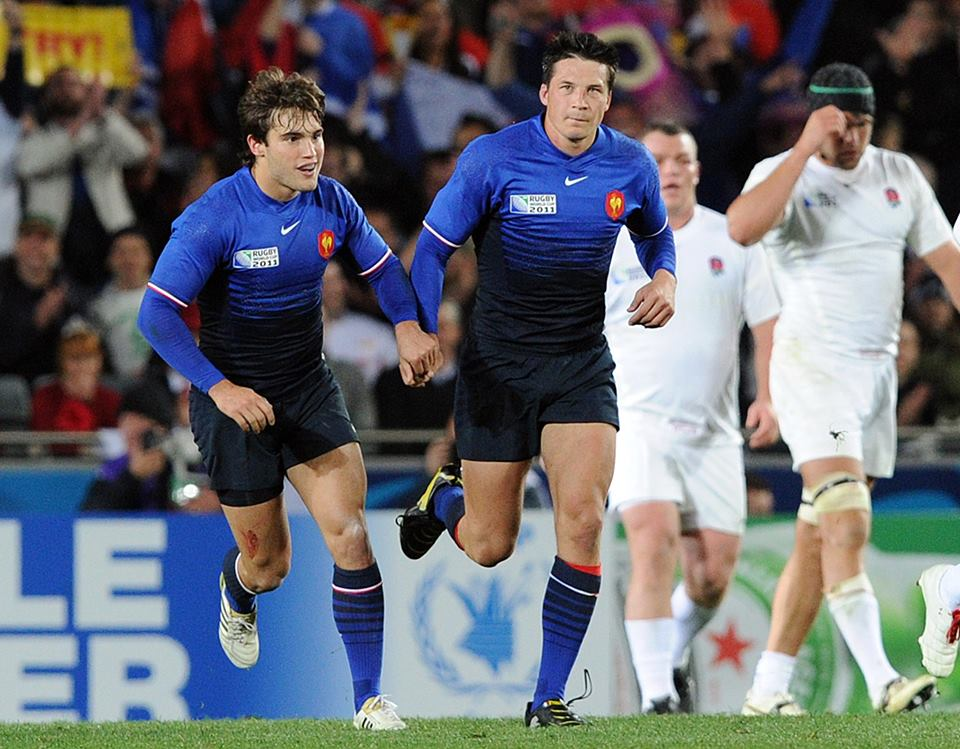
François Trinh-Duc durant la coupe du monde 2011.

La même année, il décroche l'Oscar du Midi olympique et reçoit sa récompense lors d'une cérémonie au stade Yves-du-Manoir de Montpellier.
En 2011, l'équipe de Montpellier accède à la finale du Top 14, perdue contre Toulouse. Grâce à cette saison réussie, François Trinh-Duc est élu par ses collègues joueurs, meilleur joueur de la saison 2010-2011.
Retenu pour la Coupe du monde de rugby en Nouvelle-Zélande en 2011, il est titulaire lors des premiers matchs de poule. Marc Lièvremont lui préfère ensuite au poste de demi d'ouverture Morgan Parra dont il devient le remplaçant. Il inscrit lors de la compétition deux essais dont un face à la Nouvelle-Zélande en match de poule, deux drops face au Canada et à l'Angleterre et une transformation en finale de la coupe du monde (18 points au total).
Le nouveau sélectionneur Philippe Saint-André le sélectionne pour le Tournoi des Six Nations 2012, qu'il débute comme titulaire et termine en tant que remplaçant de Lionel Beauxis, concurrent de taille qui disparaît néanmoins pour la tournée d'été en Argentine. Il est titulaire pour le premier test-match, perdu de justesse, et remplaçant de Frédéric Michalak qui fait son retour chez les Bleus pour le deuxième (victoire 49-10).
Il fait également parties des 23 joueurs sélectionnés par Philippe Saint-André lors des tests de novembre 2012.
En novembre 2013, il est sélectionné dans l'équipe des Barbarians français pour affronter les Samoa au Stade Marcel-Michelin de Clermont-Ferrand.
Son nom n'apparaît pas lors de la liste des 30 dévoilé par Philippe Saint-André le 6 janvier 2014. Rémi Talès et Jules Plisson lui sont préférés. Avec le forfait de Rémi Talès, insuffisamment remis d'une blessure à un bras, François Trinh-Duc est finalement retenu dans le groupe pour le premier match du tournoi des Six Nations 2014 face à l'Angleterre. C'est finalement Plisson qui est titularisé au poste de demi d'ouverture, Trinh-Duc n'étant pas retenu dans le groupe des 23 devant disputer la rencontre. Lors du match suivant, face à l'Italie, il est remplaçant. François Trinh-Duc sort du groupe de 30 joueurs qui prépare la rencontre suivante face au pays de Galles avec le retour de Talès.

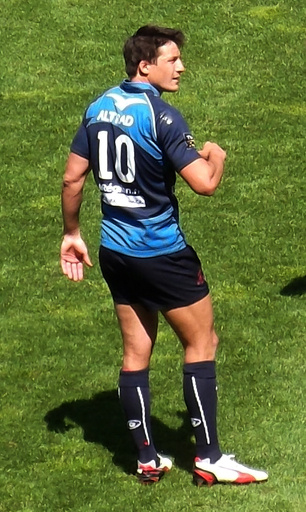
François Trinh-Duc avec le MHR en 2014.

En octobre 2014, lors de la neuvième journée de Top 14, il se blesse le tibia lors d'une rencontre face à Oyonnax. Son indisponibilité est alors annoncée à trois mois. Il fait finalement son retour sur les terrains cinq mois plus tard, en mars, en entrant en cours de jeu face à Toulouse. Lors du match suivant, face à Lyon, il est titularisé au poste d'ouvreur, inscrivant un essai.
Il fait partie des 36 joueurs pré-sélectionnés pour la Coupe du monde de rugby en Angleterre, mais n'est finalement pas retenu par Philippe Saint-André dans le groupe définitif des 31 joueurs de l'équipe de France.
Avec l'arrivée de Guy Novès au poste de sélectionneur, Trinh-Duc est rappelé pour le Tournoi des Six Nations 2016, mais trop juste après le retour d'une blessure, il est remplacé par Jean-Marc Doussain pour les matchs face à l’Italie et l’Irlande. Il effectue sa première dans la compétition contre le pays de Galles, en entrant vers la 63e minute de jeu, et transforme l'essai du capitaine Guilhem Guirado. Trois semaines plus tard, il se blesse face à l'Angleterre.
Il n'est de retour à la compétition que deux mois plus tard, le 7 mai 2016, face à La Rochelle, où il est remplaçant. L'entraîneur montpelliérien Jake White le trouve trop juste pour disputer la finale du Challenge européen que Montpellier remporte 26 à 19 face aux Harlequins. Bien que Trinh-Duc soit absent de la feuille de match, il s'agit de son premier titre avec son club de Montpellier. L'entraîneur sud-africain ne le retient pas pour le dernier match de Montpellier à domicile, ce qui déclenche une polémique, le capitaine et ami de Trinh-Duc Fulgence Ouedraogo déclarant ainsi « Peu importe le score de dimanche, ce match restera une défaite historique pour le club... » Bien que Montpellier soit qualifié pour les phases finales du championnat de France, Jake White laisse le joueur à la disposition de l'équipe de France qui se rend en tournée en Argentine avec deux matchs face aux Pumas. Celui-ci est rentré en fin de rencontre lors du premier test, et titularisé pour le second, où il réalise une bonne performance avec une passe après-contact pour Rémi Lamerat marquant ainsi un essai, l'équipe de France s'imposant 0 à 27.

### Transfert à Toulon, au Racing 92 puis à l'Union Bordeaux Bègles
Abordant la saison 2016-2017 comme titulaire en équipe nationale, après son transfert à Toulon, il se blesse dès le premier match contre les Samoa. Il ne retrouve les terrains qu'en mars 2017 et est immédiatement sélectionné par Guy Novès pour la fin du Tournoi des Six Nations, où il entre, contre l'Italie, au poste de centre. Il enchaîne avec la Tournée d'été en Afrique du Sud, dont Camille Lopez, le titulaire, est absent. En revanche, il démarre celle de Novembre comme remplaçant de son coéquipier en club, Anthony Belleau, contre la Nouvelle Zélande puis l'Afrique du Sud. Il la termine titulaire contre le Japon.
Alors qu'il ne semble pas rentrer dans les plans de Jacques Brunel, nouveau sélectionneur, pour le Tournoi des Six Nations 2018, il profite des forfaits de Camille Lopez et Matthieu Jalibert, ainsi que de la sanction d'Anthony Belleau pour revenir dans le groupe contre l'Italie.
Après 3 saisons au RCT, François Trinh-Duc annonce son départ pour le Racing 92, il signe un contrat de deux ans. Lors d'un entretien accordé à Bros. Stories, il déclare: « J'ai été très satisfait et honoré du projet que m’ont proposé les dirigeants, les entraîneurs. Je me projette bien dans cette aventure. J’avais besoin de renouveau après trois ans à Toulon. Je voulais changer de projet, de voir de nouveaux défis, me remettre dans un autre contexte. »
Le 11 mars 2021, Trinh-Duc annonce, à 34 ans, qu'il met un terme à sa carrière sportive, à l'issue de la saison 2020-2021, afin d'effectuer une reconversion professionnelle dans le management et la formation d'équipes commerciales ; étant lui-même diplômé depuis 2020 d'un Master « Grande École » à l'École de management de Grenoble et dirigeant-associé d'un cabinet de conseil et d'ingénierie à Montpellier. Toutefois, le 19 mars 2021 Trinh-Duc annonce qu'il effectuera une dernière saison avec le club de l'Union Bordeaux Bègles.
En juin 2022, il participe à la tournée des Barbarians français aux États-Unis pour affronter la sélection américaine le 1er juillet 2022 à Houston. Les Baa-baas s'inclinent 26 à 21.

## Palmarès

### En club
- Vice-champion de France en 2011 avec le Montpellier Hérault Rugby.
- Challenge européen 2016 avec le Montpellier Hérault Rugby.
- Vice-champion de France en 2017 avec le Rugby club toulonnais.
- Finaliste de la Coupe d'Europe en 2020 avec le Racing Metro 92.

### En équipe nationale

#### Tournoi des Six Nations
François Trinh-Duc participe à dix Tournois des Six Nations, réalisant le Grand Chelem en 2010.
| Édition          | Rang | Résultats France | Résultats F. Trinh-Duc | Matchs F. Trinh-Duc |
| Six Nations 2008 | 3    | 3 v, 0 n, 2 d    | 3 v, 0 n, 2 d          | 5/5                 |
| Six Nations 2009 | 3    | 3 v, 0 n, 2 d    | 2 v, 0 n, 1 d          | 3/5                 |
| Six Nations 2010 | 1    | 5 v, 0 n, 0 d    | 5 v, 0 n, 0 d          | 5/5                 |
| Six Nations 2011 | 2    | 3 v, 0 n, 2 d    | 3 v, 0 n, 2 d          | 5/5                 |
| Six Nations 2012 | 4    | 2 v, 1 n, 2 d    | 2 v, 1 n, 2 d          | 5/5                 |
| Six Nations 2013 | 6    | 1 v, 1 n, 3 d    | 1 v, 1 n, 3 d          | 4/5                 |
| Six Nations 2014 | 4    | 3 v, 0 n, 2 d    | 1 v, 0 n, 0 d          | 1/5                 |
| Six Nations 2016 | 5    | 2 v, 0 n, 3 d    | 0 v, 0 n, 3 d          | 3/5                 |
| Six Nations 2017 | 3    | 3 v, 0 n, 2 d    | 2 v, 0 n, 0 d          | 2/5                 |
| Six Nations 2018 | 4    | 2 v, 0 n, 3 d    | 2 v, 0 n, 1 d          | 3/5                 |

Légende : v = victoire ; n = match nul ; d = défaite ; la ligne est en gras quand il y a Grand Chelem.

#### Coupe du monde
| Édition               | Rang     | Résultats France | Résultats F.Trinh-Duc | Matchs F.Trinh-Duc |
| Nouvelle-Zélande 2011 | Deuxième | 4 v, 0 n, 3 d    | 3 v, 0 n, 3 d         | 6/7                |

Légende : v = victoire ; n = match nul ; d = défaite.

#### Liste des essais
| Essai | Adversaire       | Lieu                       | Stade                 | Compétition             | Date              | Résultat |
| ----- | ---------------- | -------------------------- | --------------------- | ----------------------- | ----------------- | -------- |
| 1     | Australie        | Brisbane, Australie        | Lang Park             | Test match              | 5 juillet 2008    | Défaite  |
| 2     | Italie           | Rome, Italie               | Stade Flaminio        | Tournoi des Six Nations | 21 mars 2009      | Victoire |
| 3     | Nouvelle-Zélande | Dunedin, Nouvelle-Zélande  | Carisbrook            | Test match              | 13 juin 2009      | Victoire |
| 4     | Samoa            | Paris, France              | Stade de France       | Test match              | 21 novembre 2009  | Victoire |
| 5     | Samoa            | Paris, France              | Stade de France       | Test match              | 21 novembre 2009  | Victoire |
| 6     | Pays de Galles   | Cardiff, Pays de Galles    | Millennium Stadium    | Tournoi des Six Nations | 26 février 2010   | Victoire |
| 7     | Irlande          | Dublin, Irlande            | Aviva Stadium         | Test match              | 20 août 2011      | Victoire |
| 8     | Japon            | Auckland, Nouvelle-Zélande | North Harbour Stadium | Coupe du monde          | 10 septembre 2011 | Victoire |
| 9     | Nouvelle-Zélande | Auckland, Nouvelle-Zélande | Eden Park             | Coupe du monde          | 24 septembre 2011 | Défaite  |

## Statistiques en équipe nationale
Depuis 2008, François Trinh-Duc a disputé 66 matches avec l'équipe de France au cours desquels il a inscrit 93 points, neuf essais, sept drops, trois transformations, deux pénalité. Il a notamment participé à 10 Tournois des Six Nations, en 2008, 2009, 2010, 2011, 2012, 2013, 2014, 2016, 2017 et  2018.

## Style de jeu
Il est unanimement décrit comme un joueur de grand talent, capable d'inspirations phénoménales et de gestes techniques de grande qualité. Sa vision du jeu est excellente, et son influence sur le jeu peut être énorme, on lui prête notamment une réelle volonté d'attaquer la ligne, des qualités exceptionnelles dans le « un contre un » et une défense individuelle de très bonne facture.
Son jeu au pied, parfois décrié, reste quand même très efficace d'autant plus qu'il l'a beaucoup amélioré,, l'emmenant à disputer des matchs importants en tant que buteur n°1 (par exemple la demi-finale de Top 14 Montpellier-Castres en 2013-2014, match finalement perdu par le MHR ou le match de Top 14 ASM Clermont-Montpellier en 2015-2014 à la fin duquel il inscrit la pénalité de la gagne permettant à son équipe de s'imposer pour la première fois au Stade Marcel-Michelin). Ses drops constituent également un de ses points forts. Non sélectionné en équipe de France pendant tous les tests de 2013, Philippe Saint-André lui reproche un jeu au pied trop tendre, son irrégularité et son incapacité à être « un bon gestionnaire ».

## Distinctions personnelles
- élu talent d'or à deux reprises avec l'équipe de France contre les Samoa le 22 novembre 2009 et contre l’Irlande le 14 février 2010
- élu meilleur joueur du Top 14 de la saison 2010-2011 lors de la huitième Nuit du rugby[40]
- Oscars du Midi olympique :  Oscar de Bronze 2014

## Vidéographie
- Champions de France - François Trinh-Duc, série Champions de France, film-portrait raconté par Nozha Khouadra, co-réalisé par Pascal Blanchard et Rachid Bouchareb 2016, 2 minutes. [voir en ligne]